# Wolfgang Fischer (Regisseur, 1970)

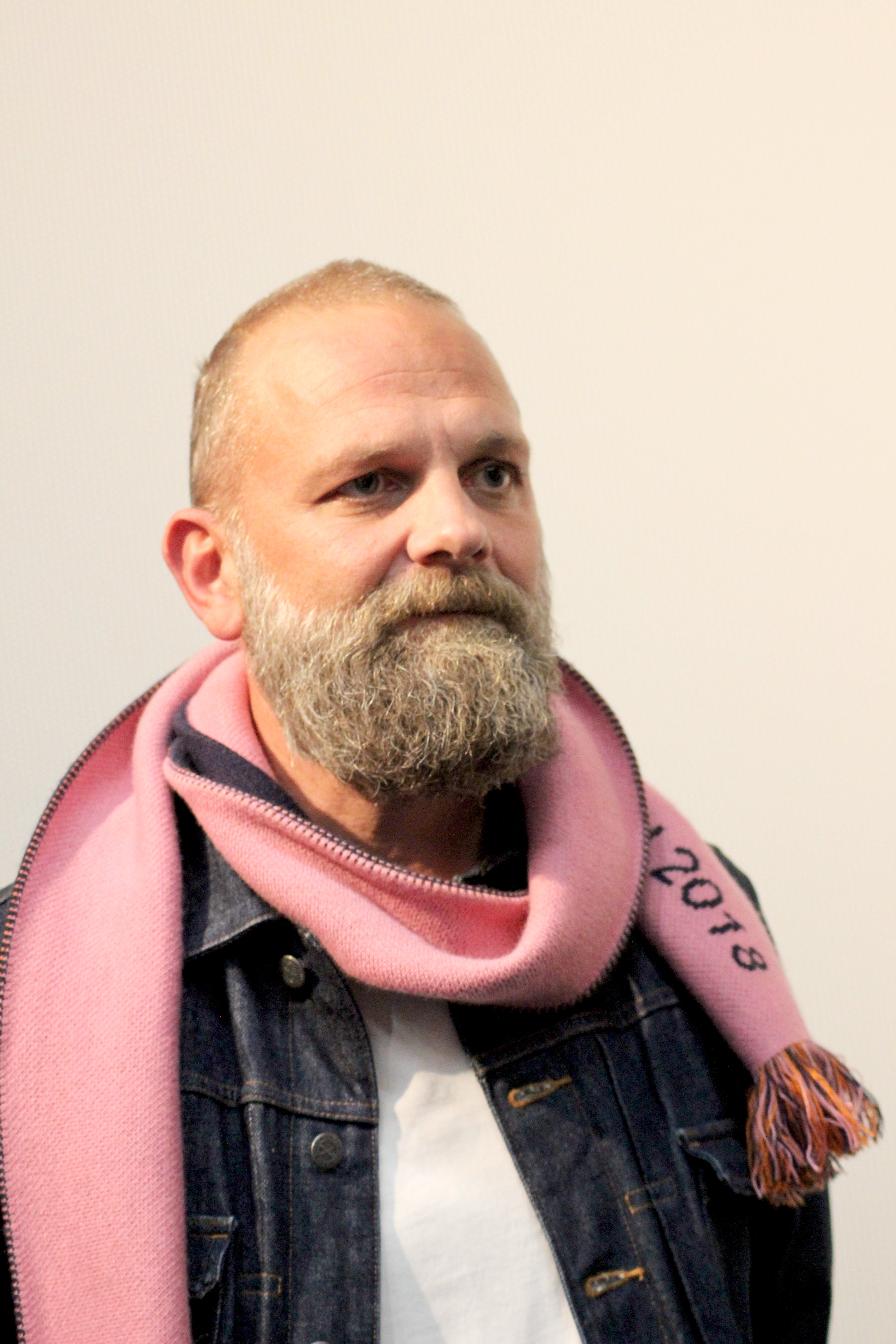
Wolfgang Fischer, Metropol Düsseldorf 2018

Wolfgang Fischer (* 1970 in Amstetten) ist ein österreichischer Drehbuchautor und Filmregisseur.

## Leben
Wolfgang Fischer studierte von 1990 bis 1995 Psychologie und Malerei an der Universität Wien sowie von 1994 bis 1996 Film und Video an der Kunstakademie Düsseldorf bei Nan Hoover. Anschließend absolvierte er von 1996 bis 2001 ein Film- und Fernsehstudium an der Kunsthochschule für Medien in Köln. 
2002 besuchte er einen Kurs in Schauspielführung bei Mark Travis in Polen und 2004 einen Workshop zur Stoffentwicklung für Genreproduktionen mit Stephen Cleary und Simon van der Borgh in Rom. 
Im Jahr 2003 war er Jurymitglied beim Internationalen Filmfestival in Grimstad Norwegen.
2005 erhielt er ein Stipendium für den Besuch der Drehbuchwerkstatt München und entwickelte dort das Buch zu seinem Debütfilm „Was Du nicht siehst“ (2009). 
Seit 1999 ist er Regisseur beim Westdeutschen Rundfunk (WDR).

## Auszeichnungen
- 2018: Heiner-Carow-Preis der DEFA-Stiftung für Styx im Rahmen der Internationalen Filmfestspiele Berlin[4]
- 2018: Deutscher Regiepreis Metropolis in der Kategorie Beste Regie Kinofilm für Styx[5]
- 2019: Österreichischer Filmpreis in den Kategorien Bestes Drehbuch (gemeinsam mit Ika Künzel) und Beste Regie[6]

## Filmografie
- 1994 In Time, 8 minütiger Experimentalfilm
- 1999 9h11, S/W Spielfilm, gefördert vom Bundeskanzleramt für Unterricht und Kunst in Wien
- 1999 Remake of the Remake, Dokumentarfilm
- 1999 Disk – Dusk, Musikvideo
- 1999 Mouse on Mars, für Viva und Mtv
- 2000 Schön 2000, Spielfilm, (Co-Regie)
- 2001 Grau, Regie und Drehbuch
- 2009 Was Du nicht siehst, Regie und Drehbuch
- 2018 Styx, Regie und Drehbuch